# 札幌都市圏

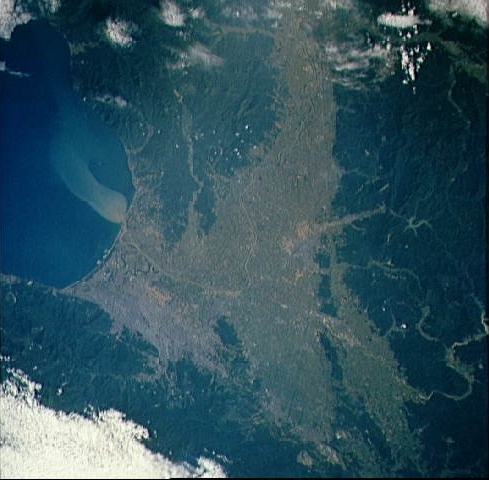
札幌都市圏衛星写真

札幌都市圏（さっぽろとしけん）とは、政令指定都市である札幌市を中心とする地域で、札幌市と周辺の衛星都市をまとめて指す呼び名である。なお、一般的な定義の詳細は都市圏を参照。

## 公共の定義

### 札幌広域圏組合
「札幌広域圏組合」は1997年2月に設置された。石狩管内の全市町村である、札幌市・江別市・千歳市・恵庭市・北広島市・石狩市（合併前の旧厚田村・浜益村を含む）・当別町・新篠津村で構成されていた。人口は2019年1月時点で約238万人であった（→都道府県の人口一覧）。複合的一部事務組合として、札幌ふるさと市町村圏基金の運用益を活用してイベント開催などを行っていた。さっぽろ連携中枢都市圏が2019年3月に形成されたことから、札幌広域圏組合は2019年7月に解散となった。

### 都市機能的な枠組み
都市機能的な枠組みでは、石狩管内に限らずに必要に応じた枠組みが用いられる。
- 「道央都市圏」は、札幌市総合交通計画部交通計画課が1994年に実施した「交通行動実態調査」で用いられた名称[5]。調査対象は7市3町であり、石狩管内の札幌市、石狩市、江別市、北広島市、恵庭市、千歳市、当別町、後志管内の小樽市、空知管内の南幌町・長沼町が含まれる。
- 北海道が定めた札幌圏都市計画区域には、札幌市、江別市、北広島市、石狩市、小樽市の一部が指定されている。

### 連携中枢都市圏
総務省の連携中枢都市圏構想に基づき、さっぽろ連携中枢都市圏を形成する。連携中枢都市の札幌市が、小樽市、岩見沢市、江別市、千歳市、恵庭市、北広島市、石狩市、当別町、新篠津村、南幌町及び長沼町の関係7市3町1村と、連携中枢都市圏形成に係る連携協約を締結している。圏域の2015年人口は約260万人。

## 通勤通学圏による定義

### 「10%都市圏」（通勤圏）

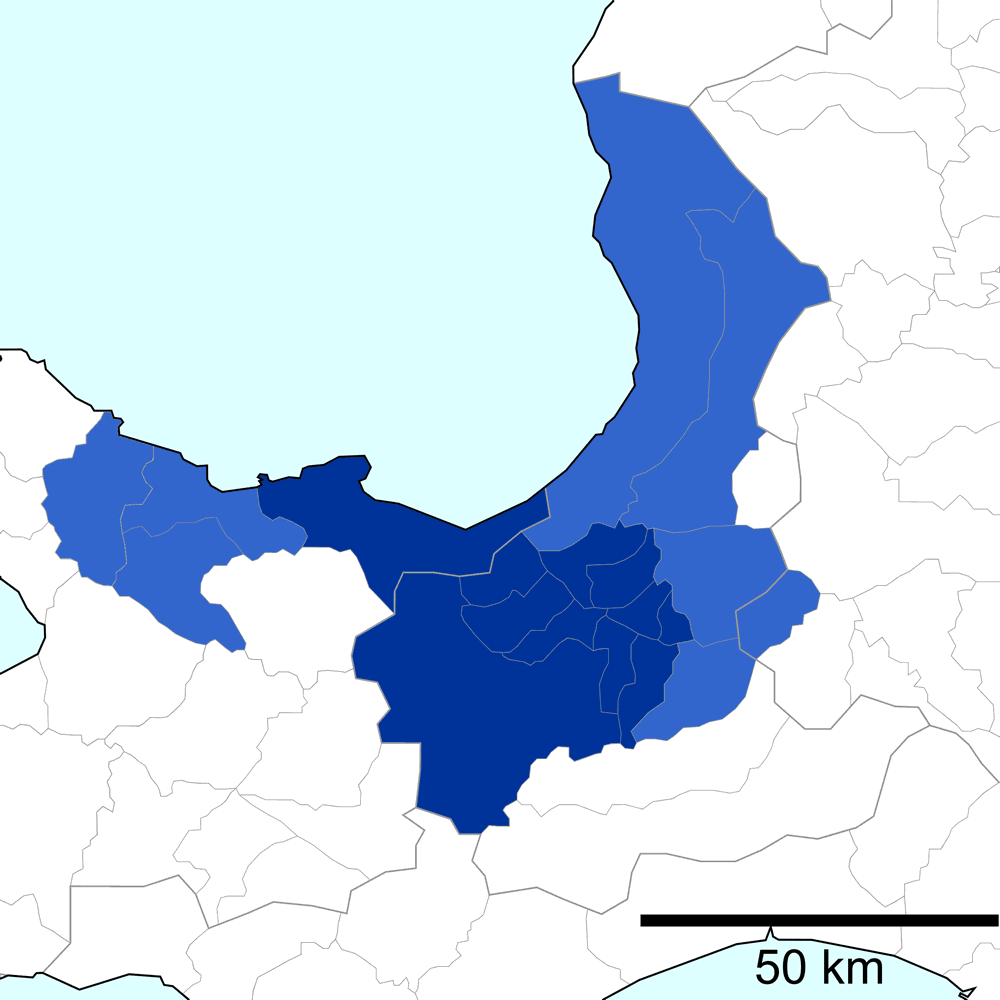
札幌都市圏（都市雇用圏）の範囲。藍色は中心都市。

2015年国勢調査に基づく札幌市の都市雇用圏の人口は約236万人。中心市は2000年国勢調査までは札幌市1市のみ、2005年以降の国勢調査では札幌市と小樽市（中心数2）。
通勤率が最も高い自治体は石狩市の43.1%であり、以下は通勤率上位5つの自治体である。
| 順位 | 振興局 | 自治体   | 通勤率 |
| ---- | ------ | -------- | ------ |
| 1    | 石狩   | 石狩市   | 43.1%  |
| 2    | 石狩   | 北広島市 | 38.6%  |
| 3    | 石狩   | 江別市   | 37.6%  |
| 4    | 石狩   | 当別町   | 31.7%  |
| 5    | 空知   | 南幌町   | 16.4%  |

#### 都市圏の変遷
- 都市雇用圏に含まれない自治体は、各統計年の欄で灰色かつ「-」で示す。

| 支庁 | 自治体 ('80) | 1980年                  | 1990年                  | 1995年                  | 2000年                  | 2005年                  | 2010年                  | 2015年                  | 自治体 （現在） | 振興局 |
| ---- | ------------ | ----------------------- | ----------------------- | ----------------------- | ----------------------- | ----------------------- | ----------------------- | ----------------------- | --------------- | ------ |
| 空知 | 南幌町       | -                       | -                       |                         |                         | 札幌 都市圏 232万5653人 | 札幌 都市圏 234万1599人 | 札幌 都市圏 236万2914人 | 南幌町          | 空知   |
| 石狩 | 浜益村       | -                       | -                       | -                       | -                       | 札幌 都市圏 232万5653人 | 札幌 都市圏 234万1599人 | 札幌 都市圏 236万2914人 | 石狩市          | 石狩   |
| 石狩 | 厚田村       | -                       | -                       | 札幌 都市圏 216万2000人 | 札幌 都市圏 221万7162人 | 札幌 都市圏 232万5653人 | 札幌 都市圏 234万1599人 | 札幌 都市圏 236万2914人 | 石狩市          | 石狩   |
| 石狩 | 石狩町       | 札幌 都市圏 175万1996人 | 札幌 都市圏 209万1946人 | 札幌 都市圏 216万2000人 | 札幌 都市圏 221万7162人 | 札幌 都市圏 232万5653人 | 札幌 都市圏 234万1599人 | 札幌 都市圏 236万2914人 | 石狩市          | 石狩   |
| 石狩 | 札幌市       | 札幌 都市圏 175万1996人 | 札幌 都市圏 209万1946人 | 札幌 都市圏 216万2000人 | 札幌 都市圏 221万7162人 | 札幌 都市圏 232万5653人 | 札幌 都市圏 234万1599人 | 札幌 都市圏 236万2914人 | 札幌市          | 石狩   |
| 石狩 | 当別町       | 札幌 都市圏 175万1996人 | 札幌 都市圏 209万1946人 | 札幌 都市圏 216万2000人 | 札幌 都市圏 221万7162人 | 札幌 都市圏 232万5653人 | 札幌 都市圏 234万1599人 | 札幌 都市圏 236万2914人 | 当別町          | 石狩   |
| 石狩 | 江別市       | 札幌 都市圏 175万1996人 | 札幌 都市圏 209万1946人 | 札幌 都市圏 216万2000人 | 札幌 都市圏 221万7162人 | 札幌 都市圏 232万5653人 | 札幌 都市圏 234万1599人 | 札幌 都市圏 236万2914人 | 江別市          | 石狩   |
| 石狩 | 広島町       | 札幌 都市圏 175万1996人 | 札幌 都市圏 209万1946人 | 札幌 都市圏 216万2000人 | 札幌 都市圏 221万7162人 | 札幌 都市圏 232万5653人 | 札幌 都市圏 234万1599人 | 札幌 都市圏 236万2914人 | 北広島市        | 石狩   |
| 後志 | 小樽市       | 札幌 都市圏 175万1996人 | 札幌 都市圏 209万1946人 | 札幌 都市圏 216万2000人 | 札幌 都市圏 221万7162人 | 札幌 都市圏 232万5653人 | 札幌 都市圏 234万1599人 | 札幌 都市圏 236万2914人 | 小樽市          | 後志   |
| 後志 | 余市町       | -                       | -                       | -                       | -                       | 札幌 都市圏 232万5653人 | 札幌 都市圏 234万1599人 | 札幌 都市圏 236万2914人 | 余市町          | 後志   |
| 後志 | 仁木町       | -                       | -                       | -                       | -                       | 札幌 都市圏 232万5653人 | 札幌 都市圏 234万1599人 | 札幌 都市圏 236万2914人 | 仁木町          | 後志   |
| 後志 | 古平町       | -                       | -                       | -                       | -                       | -                       | -                       | 札幌 都市圏 236万2914人 | 古平町          | 後志   |
| 石狩 | 恵庭市       | 恵庭 都市圏 4万2911人   | 札幌 都市圏             | 千歳 都市圏 14万7204人  | 千歳 都市圏 15万8129人  | 千歳 都市圏 16万2957人  | 千歳 都市圏 17万1714人  | 千歳 都市圏 17万3498人  | 恵庭市          | 石狩   |
| 石狩 | 千歳市       | 千歳 都市圏 6万6748人   | 千歳 都市圏 7万8786人   | 千歳 都市圏 14万7204人  | 千歳 都市圏 15万8129人  | 千歳 都市圏 16万2957人  | 千歳 都市圏 17万1714人  | 千歳 都市圏 17万3498人  | 千歳市          | 石狩   |
| 胆振 | 追分町       | -                       | -                       | 千歳 都市圏 14万7204人  | 千歳 都市圏 15万8129人  | 千歳 都市圏 16万2957人  | 千歳 都市圏 17万1714人  | 千歳 都市圏 17万3498人  | 安平町          | 胆振   |
| 胆振 | 早来町       | 苫小牧 都市圏           | 苫小牧 都市圏           | 苫小牧 都市圏           | 苫小牧 都市圏           | 苫小牧 都市圏           | 千歳 都市圏 17万1714人  | 千歳 都市圏 17万3498人  | 安平町          | 胆振   |

- 1996年9月1日：広島町が広島市に市制施行し、同時に北広島市に改称した。
- 1996年9月1日：石狩町が市制施行し、石狩市となった。
- 2005年10月1日：石狩市が、厚田郡厚田村と浜益郡浜益村を編入した。
- 2006年3月27日：追分町と早来町が新設合併し、安平町が発足した。

### 「1.5%都市圏」（通勤通学圏）
総務省統計局の国勢調査の統計表で用いられる地域区分では、周辺各市町村の15歳以上の人口の1.5%以上が札幌市に通勤通学している場合、「札幌大都市圏」含まれるとみなしている（絶対都市圏）。2000年（平成12年）国勢調査に基づいた人口は250万9530人。2005年（平成17年）の人口は260万6214人。
| 年     | 人口 （人） | 面積 (km2) | 人口密度 （人/km2） |
| ------ | ----------- | ---------- | ------------------- |
| 1970年 | 1,491,811   | 3,711      | 402                 |
| 1975年 | 1,765,519   | 4,318      | 409                 |
| 1980年 | 2,009,037   | 4,637      | 433                 |
| 1985年 | 2,165,515   | 4,460      | 486                 |
| 1990年 | 2,327,822   | 4,736      | 492                 |
| 1995年 | 2,484,102   | 4,914      | 506                 |
| 2000年 | 2,509,530   | 4,188      | 599                 |
| 2005年 | 2,606,214   | 5,139      | 507                 |
| 2010年 | 2,584,880   | 4,514      | 573                 |
| 2015年 | 2,636,254   | 4,514      | 584                 |
| 2020年 | 2,641,452   | 5,130      | 514                 |

## 札幌経済圏
札幌市の小売商圏を札幌経済圏とすると、人口約323万人を擁すると見られている。政府は、この経済圏を「地域生活経済圏」もしくは「都道府県内経済圏」に定義付けており 「道央圏」 とも呼ばれる。札幌経済圏を構成しているのは以下の振興局。
- 石狩振興局（238万人）
- 空知総合振興局（30万人）
- 後志総合振興局（11万人）
- 胆振総合振興局（38万人）
- 日高振興局（6万人）

北海道（78,417 km2、北方領土を除く）は、東北6県に新潟県を加えた面積 (79,473.01 km2) とほぼ同等であるが、その半分にも満たない道南から道央にかけての地域に道内人口の8割程度（四国4県の合計より多い）が集中しており、防衛・司法をはじめその他道内を管轄する政府機関も置かれるなど行政の面で札幌都市圏の拠点性は高い。また、北海道全体で見た場合も、南東北3県やデンマークとほぼ等しい560万人の人口と約20兆円のGDPを擁し、札幌市には道内企業の本店や道外企業の支店が多数置かれるなど経済面での拠点性も高い。通勤を基準とした都市雇用圏による札幌都市圏としても2010年の域内総生産は7.4兆円であり、日本有数の規模である。このように北海道においては札幌市を中心とする地域への一極集中がすすんでおり、周辺の経済関係が深い支庁と共に札幌経済圏（道央圏）とされている。
近年、北海道経済の衰退とともに、札幌経済圏の経済的地位が揺らいでいる。また札幌経済圏と比べて、旭川経済圏、函館経済圏、釧路・道東経済圏、十勝経済圏との経済格差に顕著な開きがあり、行政・医療・教育といった住民サービス等で、市民間に差が生じている。
北海道は北東北3県と、北海道・北東北知事サミットを開催し、道と3県の合同事務所を海外に設置するなど、東北地方との関係を深めており、後背経済圏の拡大が見られるか注目されている。また、北海道新幹線が建設中であるが、将来的には東北地方との間の交流人口増大や後背経済圏の拡大が期待されている。

## 主な交通機関

### 空港
- 新千歳空港（千歳市・苫小牧市）
- 札幌丘珠空港（札幌市東区）

### 鉄道
- 北海道旅客鉄道
  - 函館本線（小樽 - 岩見沢）
  - 千歳線
  - 札沼線（学園都市線）
- 札幌市交通局
  - 札幌市営地下鉄
    - 東西線
    - 南北線
    - 東豊線

  - 札幌市電

### 路線バス
- 北海道中央バス
- ジェイ・アール北海道バス
- じょうてつ
- 北都交通

### 道路
- 道央自動車道
- 札樽自動車道
- 道東自動車道
- 国道5号
- 国道12号
- 国道36号
- 国道230号
- 国道231号
- 国道274号
- 国道275号
- 国道337号
- 国道453号